# チョロQ

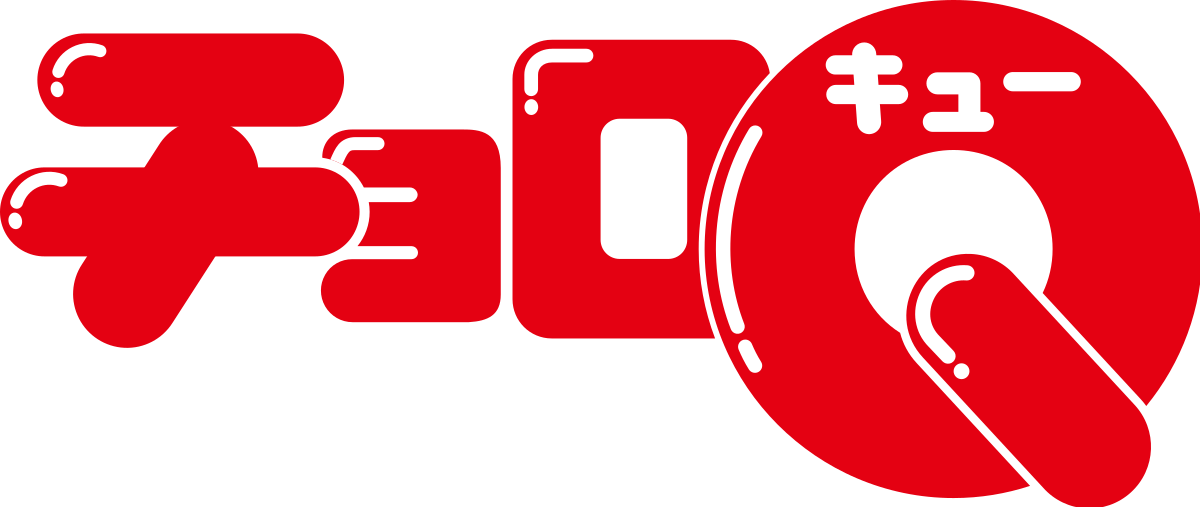
チョロQのロゴ

チョロQ（チョロキュー）は、タカラトミー（旧・タカラ）製のミニカーの一種。3 - 4cm四方程度の大きさで、主にぜんまいばねで駆動する。名前の由来はチョロチョロ走るキュート（綴りは cute だが、語調 ([kjuːt]) からQに引っ掛け）な車から来ている。

## 概要
プラスチック製の寸詰まりにデフォルメされた自動車玩具として発売された。動力部には当時の新素材であるエンジニアリングプラスチックを利用し、小型軽量で特筆すべきダッシュ力を発揮する。また車体後部のプレート部分に10円玉を差し込むことで後輪に重心がかかりウイリー走行ができる（ただし、シャーシの後端を路面に当てて走るので、長くウイリー走行を繰り返すとシャーシの後端が削れるため要注意）。
前身となる「豆ダッシュ」開発時は、ミニカーは自動車玩具の定番として人気を博しており、タカラもミニカーのシリーズ開発に乗り出し、他社製品との差別化のために動力を搭載することとなった。当時は動力を搭載したミニカーは少なく、あっても電動式モーター内蔵であったため、小さな車体で且つ低年齢の子供でも遊びやすいようにとの配慮、および省エネルギーを考慮して、ゼンマイ動力が考案された。
またデフォルメされた車体は、1970年代前半に Dave Dealによって考案されたバグ・トイの影響を受けたと考えられ、当時の自動車雑誌の読者投稿イラストでの車の絵が、現実的なものよりも車の特徴をディフォルメしたものが多かったことがヒントになった。結果的にディフォルメした寸詰まりの車体とゼンマイ動力という組合せは直進安定性を欠き、従来の考えだと自動車玩具として欠点を孕むこととなったが、タカラは敢えてこれを、後のネーミングのように「チョロチョロ走ってどこへ行くかわからなくて面白い」と特徴として押し出した。前述のウィリー走行も、重りを乗せて直進性を悪くするという考えから生まれたものである。開発時はタカラ社内での評判は芳しくなかったが、街の人々に試作品を見せたところ、高校生グループから大好評を得たことで、全国販売が踏み切られた。
価格的には1970年代末当時の児童が購入し易い安価な製品であり、その小ささと走行力で人気を博し、タカラの主力商品シリーズにもなった。1970年代はスーパーカーブームの最中であり、当時の子供たちはラジコン模型自動車に憧れを抱いていたが、当時のラジコンの値段はまだ数万円と高価であり、それに対してチョロQは350円という破格の安価であることも、人気の要因となった。漫画雑誌『コロコロコミック』でチョロQを題材とした漫画『ゼロヨンQ太』が連載されたことも、人気の後押しとなった。プルバック式ゼンマイで走る。形態は上手くデフォルメしてあり、丸っこく愛嬌がある。また、改造の余地が大きいことも人気に繋がった。一例として和歌山県田辺市の玩具店である米倉人形店は、以前からロボットやレーシングカーの改造コンテストを行なっていたことから、チョロQの改造を呼びかけてもらったところ大好評を得、これが全国キャンペーンに繋がり、1年間で1000万個を売り上げるほどの大ブームとなった。
一時はゲームの人気に押されて低迷したものの、1995年以降、子供時代にチョロQで遊んだ30代、40代のファンやコレクターが人気の担い手となる形で、人気が回復した。2000年代に入っても小学生低学年層を中心に人気を博したが、少子化や若年層の自動車への関心低下を受けて、2000年代末期からスタンダードを含めた商品展開を大幅に縮小、以降は「チョロQzero」（トミーテック発売）等の一部のシリーズが展開されているのみである。
タカラトミーは、毎年9月9日を9とQ（キュー）の語呂合わせで「チョロQの日」と制定している。

## 様々な商品展開
自動車をモチーフにしたスタンダードシリーズの他、数多くのシリーズ展開がなされている。また、企業やディズニーキャラクターなど、様々な形のコラボレーションシリーズのチョロQも発売されている。限定物も多く出ており、自動車ディーラーが顧客サービスに新車を模したチョロQを配布したり、全国各地のバス会社が自社路線バスや観光バスを模したものなどいわゆる「ご当地チョロQ」が数多く発売されている。自動車のみならず、バイク、戦闘車両（戦車、装甲車）、鉄道（電車やSLなど）・航空機（YS-11など）・客船、珍しいものでは山車やロボット、怪獣、プロレスラーなどまでチョロQになった。
1980年代のブームの際、独自にカラーリングしたり軽量化を楽しむ児童もおり、『月刊コロコロコミック』などとのコラボレーションによって「レースセット」や「改造セット」などの関連グッズが多数発売された。標準的なチョロQは部品が一部共通化されており、車体（シャーシ含む）が各々に意匠を凝らした形状をしているが、後述するエンジンと呼ばれるぜんまい/変速機のユニット、前輪シャフト、タイヤとホイールは一貫して同サイズのものが使用されており、ネジを一本外すだけで分解して部品交換できる構造から、いわゆる「チューンアップ」を行いやすい。特に競技用に特化されたカスタマブル・スーパーカスタマブルチョロQは分割式のボディに加え、ミニ四駆を思わせるフロントバンパーとガイドローラーを装備している。
また人気の陰でコピー商品も大量に出回った。メーカー不詳の粗悪品や食玩のおまけ、模倣品騒動で知られたコスモス、果ては中堅や大手の玩具メーカーですら「ほぼ同一構造」の小型自動車玩具（通称:モドQ）を発売していた。現在でも、ゲームセンターの景品や100円ショップなどで数多くみられる。

## 沿革
- 1978年 ブルバック式ゼンマイ本格開発始動。
- 1980年6月 国際玩具見本市に出品。
- 1980年9月 『豆ダッシュ』の商品名でテスト販売。
- 1980年12月 『チョロQ』の商品名で正式販売。通称『A品番』が発売される。Aセット発売
- 1981年3月 B/Cセット発売（Aセットと同内容）
- 1981年6月 Dセット発売
- 1981年9月 Eセット発売
- 1981年12月 累計販売台数が1000万台を突破
- 1982年2月 Fセット発売
- 1982年5月 Gセット発売。ふぁっしょんチョロQ、コンバットチョロQ、メロディチョロQ、はこのりチョロQ、えとっ子チョロQ、テクノチョロQカーボーイ、シルエットチョロQもこの時期に販売。
- 1982年9月 Hセット発売
- 1982年10月 Iセット発売
- 1983年1月 Jセット発売
- 1983年1月 Kセット発売。ウェッジシェイプチョロQ、チョロ獣、Qボート、ビッグチョロQ、アイディアチョロQ、プレーンチョロQ、チョロCON、ハデハデチョロQ、すえっ子チョロQ、チョロQダグラムもこの時期に販売。
- 1983年7月 Lセット発売
- 1983年10月 Mセット発売
- 1984年1月 Nセット発売
- 1984年4月 Oセット発売
- 1984年6月 Pセット発売
- 1984年9月 Qセット発売。タイヤが大きくモデルチェンジ。側面に『Q&Q』の文字が刻印された。サーキットチョロQF-1、GTチョロQオープンカー、GTチョロQラリーカー、チョロバイシリーズ、ワンプッシュチョロQ、カプセルチョロQカプセル100、ビッグフットチョロQもこの時期に販売。
- 1980年代半ば頃 第一次チョロQブーム
- 1987年6月 HGチョロQ 発売（これまでの成形色からリアル感を追求した塗装、マーキングを施した仕様に変更）
- 1989年9月 チョロQ生誕10周年
- 1994年9月 チョロQ生誕15周年
- 1999年4月 HGチョロQ リニューアル（当初48種類から始まり、2004年3月には99種類にまで増加）
- 1999年9月 チョロQ生誕20周年（このあたりから企業等とタイアップした商品が発売される第二次チョロQブーム）
- 2004年9月 チョロQ生誕25周年
- 2007年4月 スタンダードチョロQ 再リニューアル（99種類から60種類へ減少。エンジンの仕様変更に伴いボディタイプに合ったエンジンを搭載。)
- 2009年1月 29年間続いたスタンダードチョロQなどのシリーズを生産終了。
- 2009年10月下旬 チョロQ生誕30周年。その記念として約9ヶ月のブランクを経て新シリーズ「チョロQハイブリッド!」を展開開始。
- 2011年9月 新シリーズとしてチョロQzeroシリーズが発売。発売はタカラトミーではなく、グループ会社のトミーテックとなっている。
- 2014年9月 チョロQ生誕35周年。「チョロQ」「チョロQ Q-eyes」「チョロQMIX」発売。
- 2022年8月 「チョロQ (eシリーズ)」発売。

## チョロQシリーズ一覧
スタンダードチョロQ
長年続いた看板シリーズ。2004年3月の時点では99種類発売されたが、2007年4月には60種類になり、モデルとなった車両の種類に応じた4種類のエンジンが導入され、ホイールとタイヤ（5スポークホイールのみ）が新しい金型に変わった。ちなみに、5スポークホイールは旧シリーズ時代のチョロQでも、リムが太いものと細いもの（現行シリーズとは別物）が確認できる。同じチョロQでも2種類存在するので、時期によって変わっている模様。2009年1月に商品展開を一旦終了、その後2014年9月に展開を再開したが、2015年4月を最後に再び新製品が途絶えている。
チョロQハイブリッド!
2009年10月下旬から2012年頃まで展開されたスタンダードチョロQを受け継いだ新シリーズ。従来のゼンマイ仕様（6車種）に加え、Qステアにあったリモコン操作の電動仕様の2種類が用意されている。スタンダードにはなかった取り替え機能がつき、シャーシは共通性になってボディの種類に関係なく全てのシャーシを取り付けることが出来るようになって、ゼンマイと電動は共通シャーシになっているので、ゼンマイから電動へ取り替えることも出来る。また、専用パーツを装備することでスタンダードでは出来なかったありえないアクションが可能。コースもスロットカー仕様になってコース用パーツを装備すればゼンマイと電動がコース上に走行できる。その代わり、従来のレールは廃止になった。
チョロQzero
2011年9月に第1弾が発売された新シリーズ。発売はトミーテック。
構造は従来と同じだが、よりリアルで実車に忠実な仕上がりとなっており、コレクターズアイテムとしての方向性が強調されており、値段も2000円前後である。当初はチョロQ発売当時の1980年代の実車が中心だったが、その後製品化の幅は70年代後半から現行車種、外車と広がりを見せている。初期のスタンダード製品と同じく窓ガラスと車体が別パーツとなっているほか、タイヤが従来の合成ゴムではなくPVCに変更されている。
通常版の他に塗装工程を増やしたディティールアップ版、仕様変更版、メッキ仕様等が存在する。
チョロQ Q-eyes
2014年9月より販売された新シリーズ。内部にモーターを搭載しており、ゼンマイ式ではない。チョロQのフロント部にセンサーを搭載し、障害物を感知すると自動的に避ける、引き返すなどの自動運転を行うことが特徴。車体単体およびコースガレージセットが展開されている。「日本おもちゃ大賞2014」イノベイティブ・トイ部門優秀賞受賞。
チョロQ (eシリーズ)
2022年8月に第1弾が発売された新シリーズ。
従来のスタンダードチョロQとブランド名は同じだが、プルバックの回数で走りが変わる新しい構造になっており「直進」「ランダムターン」「バックスピン」の走りが可能。
更に個人的なプログラミング走行も可能で、3つの走行パターンを順番に最大5回まで登録させておける。また、「チョロQハイブリッド！」のように別売りのコントローラーを使用すると、チョロQをラジコンのように操縦可能。zeroと同じく値段は1500円前後と、従来の価格からは大幅に高くなっている。
- チョロQデッキシステム
- ピンキーQ
- ポケモンチョロQ
- チョロバイ（バイク型）
- ハイクォリティシリーズ
- リアルギミックチョロQ
- こだわり仕上げ
- 超リアルシリーズ
- 外車シリーズ
- きかんしゃトーマス
- ディズニーチョロQ
- 電車チョロQ
- モーターチョロQ
- コンバットチョロQ - 戦車・装甲車、ジェット戦闘機型のQジェット。クルップボクサーは実車は6輪だが4輪、プーマ8輪重装甲偵察車は6輪とデフォルメ上省略されていたり、戦車もキャタピラ型の外装を付けているが4輪、Qジェットは3輪で再現されている。
- チョロバイ - 2輪のチョロQ。前に押し出すようにして駆動させる。
- チョロ獣 - ゴジラ等の東宝、ウルトラマン等の円谷系の怪獣、変わり種としては衣装を着たゴジラ、ゲゲゲの鬼太郎の妖怪やプロレスラーがライターの着火と同様の仕組みで口から火を噴くギミックがあった。チョロバイと同じく、前に押し出すようにして駆動させる。
- チョロQロボ - ダグラム・ボトムズ・ゴーグ・ガリアンが走行形態（イメージとしてはスコープドッグの降着ポーズ）に変形。後に鉄人28号、CBマジンガーZ、CBグレートマジンガー、CBゲッターロボ1,2,3（3のみ変形なし）、トランスフォーマーシリーズが追加。
- Qボート、トライアスロンチョロQ - 水上走行可能型
- アイデアチョロQ - 変わり種文具
- ホットロッド
- オフロードバギー
- ルイジ・コラーニ
- カスタマブルチョロQ
- パーフェクトチョロQ
- おやこチョロQ
- チョロQライト
- チョロQ消防隊シリーズ
- チョロQ建設隊シリーズ
- チョロQ警察隊シリーズ
- チョロQメルセデスベンツシリーズ

## エンジン
チョロQに搭載されるゼンマイはエンジンと呼ばれ、様々な種類がある。基本的に素材はエンジニアリングプラスチックを主体として、ゼンマイと負担のかかる軸の一部に金属部品が使われている。
ゼンマイ部分は過剰に巻かれると自動的に収納された円筒内部で滑るようになっており、プルバックで十分巻かれたゼンマイが出す「カチカチ」という音は同シリーズを象徴するものとなっている。このプルバックはエンジンユニット内部のギアが所定箇所に滑り込む形でギア比が変更され、短いプルバック距離で動力をゼンマイ部にため込む。手を離すと、このプルバック用ギアが前進のためのギアに切り替わり、同製品に特徴的なダッシュ力を発揮する。車体を軽量化し過ぎるとタイヤが空転してしまうこともあるため、その場合は低トルクのエンジンが選択される。走行時は最終的にゼンマイに蓄えられた力が完全に解放され切った段階で後輪タイヤは空転するようになっており、あとは車体の惰性で滑走するようになっている。
はめ込み構造で作られており、爪部分を工具でこじ開けることで分解することも可能だが、小さな部品が多くカスタマイズではエンジンユニットの交換が主体となり、内部にまで手を出すことはあまりない。
パンサーエンジン
旧スタンダードチョロQに搭載。時期別に80～90年代は白、ピンク（濃淡）、水色（濃淡）、灰白、緑（濃淡）、青（濃淡）、赤、赤/水、2000年～2006年は黄色と赤、グレー。2007年以降はグレー。
エンジンの大きさと車軸の長さ（25mm）は同じだが、2000年以降のものは車軸にホイール抜け防止のモールドが追加、エンジンの左右の固定が爪ではなく凹凸のダボ、ゼンマイ部分のギア受けがプラ軸になっているため内部のギアを含め旧パンサーとの互換性が無い。
新スピードエンジン等との互換性はあるが、車軸が0.5mmほど前＆細い（1.2mm）のでホイール交換には注意が必要。
ブラックエンジン
パンサーエンジンのバネを変更し、スピードを重視。色は黒。
RSマグナムエンジン（旧称マッドエンジン）
パンサーエンジンのギアを変更し、ダッシュ力を重視。色は赤。
幻のブラックエンジン
ブラックエンジンのバネにRSマグナムエンジンのギアを装着。色は黒。
ブルーMAXエンジン
持久力を持たせ、一定のスピードで長く走行する。色は青、V2エンジンは青とシルバー。
パンサーエンジンとの互換性はあるが、オープンカー、レーシングタイプのボディにはギアが干渉する場合がある。
ブラックMAXエンジン
パンサーエンジンのゼンマイを厚くした、バランス型。色は黒、V2エンジンは黒とシルバー。
パンサーエンジンとの互換性はあるが、オープンカー、レーシングタイプのボディにはギアが干渉する場合がある。
MADエンジン
スーパーカスタマブルチョロQおよびパーフェクトチョロQ向け、ハイパワーバランス型。色は黄色と黒、V2エンジンは黄色とシルバー。
エンジンの幅がやや広く、2000年1月発売のHG-59ヴィッツより前のSTDチョロQ、2007年以降に発売された新STDチョロQには搭載不可。また、エンジンが大きくオープンカー、レーシングタイプのボディにはギアが干渉する。同様の名称を用いていたRSマグナムエンジンとは無関係。
スピードMADエンジン
スーパーカスタマブルチョロQおよびパーフェクトチョロQ向け、スピード型。色は赤と黒、V2エンジンは赤とシルバー。
幅はMADエンジンと同様。
ロングMADエンジン
スーパーカスタマブルチョロQおよびパーフェクトチョロQ向け、持久型。色は白と青、V2エンジンは白とシルバー。
幅は他のMADエンジンと同様。
パーフェクトエンジン
パーフェクトチョロQ向け。以前の物よりサイズが大きく強力なゼンマイを持つ。特筆できる点として、ギアがカートリッジとなっており、これらを変えることで性能を変更できた。色は全体ガンメタ、カートリッジ・ギアはスピードが赤、持久が青、バランスが黄色。
スタンダードエンジン
新スタンダードチョロQに付属。性能、外見共にパンサーエンジンと同じ。色はグレー、黒。主に普通の車に搭載。
2014年9月に再展開されたスタンダードチョロQもこのエンジンを採用。
スピードエンジン
新スタンダードチョロQ、チョロQZEROに付属。速く走行できるエンジン。主にスポーツカーに搭載。
パンサーエンジンとの互換性はあるが、車軸が0.5mm後ろ＆太い（1.5mm）のでホイール交換には注意が必要。
2007年リニューアル版以前に発売された車種の場合、後輪のタイヤが後方に移動するためシャーシが改修されているものがある。（スカイラインGT-R(R34)、インプレッサ）
改修されていない車種の場合従来のスタンダードと交換すると位置修正できる。
反対にフィアット パンダ ALESSIのようにスピードエンジン装着用でスタンダードが装着されている場合、タイヤが前方に移動するためスピードエンジンに換装すると位置修正できるものもある。
スローエンジン
新スタンダードチョロQに付属する、遅く走行するエンジン。主に働く車とワゴン、モルカー、すみっこぐらしに搭載。
パンサーエンジンとの互換性はあるが、車軸が0.5mm後ろ＆太い（1.5mm）のでホイール交換には注意が必要。
モルカー、すみっこぐらしはホイールの中心部分をずらすことによりゆっくりと歩くように再現している。
2007年リニューアル版以前に発売された車種の場合、後輪のタイヤが後方に移動しているので従来のスタンダードと交換すると位置修正できる。
2スピードエンジン
新スタンダードチョロQに付属する、走行途中から速くなるエンジン。主に普通の車が働く車になった物に搭載。
パンサーエンジンとの互換性はあるが、車軸が0.5mm後ろ＆太い（1.5mm）のでホイール交換には注意が必要。
2007年リニューアル版以前に発売された車種の場合、後輪のタイヤが後方に移動しているので従来のスタンダードと交換すると位置修正できる。
バランスエンジン
チョロQデッキシステムシリーズ向け。持久力が高くてコースアウトしにくい。
シャフトが2mmと太く、ギアボックスの下部が平坦ではないためスタンダードには装着不可。
スピードエンジン
チョロQデッキシステムシリーズ向け。スピードと加速が高い。
シャフトが2mmと太く、ギアボックスの下部が平坦ではないためスタンダードには装着不可。
ダッシュエンジン
チョロQデッキシステムシリーズ向け。スピードと加速がとても高いが、持久力は低くコースアウトしやすい。
シャフトが2mmと太く、ギアボックスの下部が平坦ではないためスタンダードには装着不可。
ハイパースピードエンジン
チョロQデッキシステムシリーズ向け。スピードと加速が非常に高いが、持久力はとても低く非常にコースアウトしやすい。
シャフトが2mmと太く、ギアボックスの下部が平坦ではないためスタンダードには装着不可。
サバイブエンジン
チョロQデッキシステムシリーズ向け。持久力がとても高くコースアウトしにくいが、加速力が少し低い。
シャフトが2mmと太く、ギアボックスの下部が平坦ではないためスタンダードには装着不可。
スピードサバイブエンジン
チョロQデッキシステムシリーズ向け。スピードと持久力が高い。
シャフトが2mmと太く、ギアボックスの下部が平坦ではないためスタンダードには装着不可。
ダッシュサバイブエンジン
チョロQデッキシステムシリーズ向け。加速力が高くスピードがとても速いが、コースアウトしやすい。
シャフトが2mmと太く、ギアボックスの下部が平坦ではないためスタンダードには装着不可。
亀の子モーター
チョロQの原点、マメダッシュに使われたエンジン。今のチョロQとは取り付け方が異なる。主にマメダッシュ（豆ダッシュ）に使われていた。
パンサーエンジンより車軸が細い（1.0mm）ので変形に注意。

## 関連製品
チョロQは上記の標準サイズのエンジンを使わないものも製品化されている。
- 末っ子チョロQ - 前後長が3センチメートル程のチョロQ。比較的短期に市場から姿を消したが、後にほぼ同じ規格の製品がちびっこチョロQとして蘇った。
  - チョロQシルエット - 末っ子チョロQのエンジンをチョロQ的なディフォルメの無い造形のミニカーに搭載したチョロQ。
  - ビッグチョロQ‐アメリカンタイプのフルトラクター（牽引車）のレース仕様をモチーフとしたチョロQ（モデルはケンワース社 W900）。ウイング部分にウイリー用の500円玉を装着できるホルダーがある。カラーバリエーションは3色（ブラック・モンスター、レッド・アロー、イエロー・ハリケーン）。1985年にコンテナ型発進ボックスを3台載せることができるトレーラーと連結できるようにリデコされたチョロQコンボイとして復活（ウイリー用ウイングパーツは削除）。
- チューンナップチョロQ PRO - 前後長が6センチ程あり、前輪用・後輪用エンジンの載せ替えなど改造を楽しむチョロQ（4輪駆動の場合はツインエンジンになる）。
- ジャンボチョロQ - 標準製品をそのまま拡大し前後長が25センチメートル程あるチョロQ。

### 電動品
- ターボマグナム - 1983年9月発売。タカラが発売した内蔵された充電池に急速充電してモーターで走る寸詰まりの自動車模型。
- モーターチョロQ - 2003年12月発売。モーターで走るチョロQ。前進しか出来ないため専用のコースも発売された。
- ラジQ - 1984年発売。ラジオコントロールで前進と回転が可能なチョロQ。チョロQより一回り大きい。二足歩行用の改造部品等が発売予定だったが、発売されたかは不明。
- チョロコン（チョロcon） - 1984年発売。赤外線操作で前進と左後方進行が可能なチョロQ。
- 豆デジ - 2005年3月発売。ちびっこチョロQのチョロコン版。こちらはラムネ付きの食玩として低価格で発売された。2005年9月には「マメデジ」に商品名を変え、装丁を変えて菓子を無くし、玩具として販売された。2005年にはロッテリアのキャラグッズセットの景品としても採用された。
- チョロバイRC - 2002年10月24日発売。チョロバイのRC版。
- チョロモード - 2003年6月28日発売。プッシュトーンの出せる携帯電話に送信機を装着し、携帯電話で操縦するチョロQ。プログラムモードでは予め指定した走り方を実行させることが出来る。
  - チョロモード PET - 2003年12月6日発売。チョロモードの動物版。放し飼いモードでは自律走行する。操縦通りに動かないことで動物の気紛れさを表現する機能を備えている。
- デジQ - 2001年10月25日発売。開発は2000年6月からタカラと資本提携したコナミで販売はタカラ。コナミのMICROiR技術を導入した赤外線操作チョロQ。赤外線の帯域が各機種毎に固定されている訳ではなく、IDを4種類のいずれかに設定することで4台同時走行が可能。対応携帯電話にリモコンデータをインストールすれば携帯電話からも操作可能。Qステアの登場と共に消滅。Qステアとは違いステアリング機構は無く、左右の後輪の回転差で曲がる仕組みになっている。
  - デジQ-R - 2002年発売。ステアリングや発光機能を備えたデジQの発展版。
  - デジプロポスペシャル - 2002年4月発売。細かな操作設定を可能としたデジQ。
  - デジQトレイン - 2002年5月30日発売。新幹線500系基本運転セットあり。販売はコナミ。線路の上を走行する列車型デジQ。走行速度と前後移動のみ操作可能。
  - コンバットデジQ - 2002年9月19日発売。販売はコナミ。赤外線を相手のコンバットデジQに発射することで対戦が可能な戦車型デジQ。名称は『コンバットチョロQ』に因む[6]。
    - ワールドタンクミュージアムIRC - 2003年6月発売。ワールドタンクミュージアムを赤外線操作に対応させた製品。コンバットデジQとは違い、写実的な造形になっているが、対戦機能は備えられなかった。

  - デジQフォーミュラ - 2002年10月24日発売。チョロQの様な寸詰まりの造形ではなく、実在のF1車に近い形の競争に特化したF1型デジQ。走行から一定時間経つと速度が落ちる、ブレーキ性能が甘くなる等の仕組みでタイヤの劣化を再現している。
  - 特撮デジQ - 2003年12月21日発売。モスラ、ゴジラ、メカゴジラ型のデジQ。コンバットデジQとの対戦も可能。
  - iRサウンドシステム -  2003年11月20日発売。コンバットデジQ、デジQフォーミュラ、特撮デジQに対応したスピーカー。同時発売のiRサウンドシステム専用サウンドカードを装着することでデジQの操作に合わせた効果音が流れる。
  - デジQダイバーギア - 2002年1月28日に開催されたコナミとタカラの共同製品発表会にて、2002年9月にタカラが販売する予定として紹介された潜水艦型デジQ。
- Qステア - 2006年9月30日発売。トミーの技術を導入した[7]赤外線操作チョロQ。携帯電話からの操作も可能。
  - Qスカイ - 2007年9月29日発売。Qステアの飛行機版。
  - ヘリQ - 2007年11月22日発売。Qステアのヘリコプター版。
  - QFO - 2008年9月27日発売。Qステアのアダムスキー型UFO版。
  - Qトレイン - 2008年11月15日発売。Qステアの電車版。デジQトレインの後継に当たるが、こちらは線路要らずで前後左右自在に走れる。
  - ロボQ - 2009年2月28日発売。寸詰まりなデザインの障害物回避機能搭載自律型二足走行ロボット。赤外線操作も可能。
- チョロQハイブリッド! - 2009年10月24日発売。ゼンマイタイプとリモコンタイプあり。部品の互換性を保証したゼンマイと赤外線操作両対応のチョロQ。
- チョロQ Q-eyes - 2014年9月発売。自動運転を行う。センサーを搭載しており、障害物を感知すると避けたり引き返すなどの挙動を取ることが可能。

### その他
- Q-CAR - 2002年11月発売。Qiは129万円[8]。タカラの設立した子会社チョロQモーターズより発売。チョロQを模した造形の電気自動車。末期には1か月間に2台程度しか売れず[9]、2004年11月に製造中止となる。
- ミュージックチョロQ - 2003年6月28日発売。チョロQ型音楽再生機。マジックゲートメモリースティックDuoに対応。
- チョコQ - 2002年9月9日発売。先行販売品と一般発売品がある。チョコエッグ アニマテイルズの後継製品。製造は海洋堂、発売はタカラ、販売はタカラ子会社のドリームズ・カム・トゥルーが担当。
- ビットレーサー - トミーが2001年3月17日に発売したモーター駆動ミニカー。携帯電話用に開発された小型モーター「マイクロビー」を採用し、ミニ四駆の様に部品を換装したり専用のコース上で走らせたりして遊ぶ。
- ビットチャーG - トミーが2001年7月14日に発売した電波式リモコンカー。2003年6月には発展版のスーパービットチャーGも発売された。2002年11月にはオフロードに対応しシャベルの上下や銛の発射という仕組みを備えたワイルドチャーGも発売された。

### ゲーム等
- テレビゲームシリーズがTAKARA（→アトラス）により数多く販売されている。詳しくはチョロQ (ゲーム)参照。
- 上記のチョロQシリーズとは別に、タカラからPS用ソフト『ぼくのチョロQ』が2002年に発売されている。親子で交通ルールを学んだり、形・数・文字・しつけ・音・リズム・ずかん・言葉・色・時間などを身につけたりするための知育玩具的なゲーム。
- パチンコ台も2005年に発表された。

### 漫画
- コンバット弾
- ゼロヨンQ太
- チョロQBOY GO!GO!ピット